# Auferstanden
Auferstanden (Originaltitel: Risen) ist ein 2015 produzierter Spielfilm unter der Regie von Kevin Reynolds. Der Film kam am 19. Februar 2016 in den Vereinigten Staaten ins Kino. In Deutschland ist er am 17. März 2016 veröffentlicht worden. Nach Auskunft von Sony Pictures Filmverleih in Wien wird der Film in Österreich nicht gezeigt.

## Handlung
Im Mittelpunkt der Filmhandlung steht der römische Militärtribun Clavius. Der kriegserfahrene Offizier erhält nach der Rückkehr von einem Scharmützel gegen Aufständische, bei dem er den jüdischen Widerstandskämpfer Barrabas getötet hat, vom Statthalter Pilatus in Jerusalem den Befehl, den Abschluss der Kreuzigung eines Mannes zu überwachen, den Pilatus während der Pessachfeiertage verurteilt hatte. Clavius und sein junger Adjutant Lucius treffen kurz nach dem Tod des Verurteilten an der Kreuzigungsstätte ein. Der Tribun gibt den Befehl zum Lanzenstich in die Seite des Toten und ist bei der Kreuzabnahme und dem Begräbnis des Hingerichteten durch Josef von Arimathäa anwesend. Die jüdische Priesterschaft drängt Pilatus, das Grab versiegeln und bewachen zu lassen, weil die Leiche des Toten von dessen Anhängern gestohlen werden könnte. Jeshua, so der Name des aus Nazaret in Galiläa stammenden Verurteilten, wird von diesen als Messias verehrt und soll seine Wiederauferstehung zu Lebzeiten selbst angekündigt haben. Pilatus überträgt die Verantwortung an Clavius.
Am dritten Tag ist das Grab unerklärlicherweise leer, die Wächter sind geflüchtet und der Leichnam ist verschwunden. Der Statthalter befürchtet Unruhen. In wenigen Wochen wird der Besuch des Kaisers Tiberius in Judäa erwartet, und Pilatus will vorher unbedingt die Ordnung wiederherstellen. Clavius begibt sich auf die Suche nach der verschwundenen Leiche. Zunächst geht er gegen alle vor, die in der Öffentlichkeit Gerüchte verbreiten, wonach Jeshua noch leben könnte. Bei seinen Ermittlungen stößt er auf die ehemalige Prostituierte und Jesusanhängerin Maria Magdalena und auf den Jesusjünger Bartholomäus, deren Verhöre ihn jedoch nicht weiterbringen. Von Pilatus wird er unter Druck gesetzt und präsentiert diesem schließlich die Leiche eines anderen Gekreuzigten. Der Statthalter durchschaut das Manöver, ist aber dennoch zufrieden und will den Tribun zu einem anderen Einsatz schicken. Doch Clavius beunruhigen seine Begegnungen und er ermittelt auf eigene Faust weiter. In einer Taverne spürt er einen der desertierten Grabwächter auf, der ihm gesteht, dass die von den Priestern verbreitete Geschichte vom Diebstahl der Leiche nicht stimmt.
Durch einen Spitzel gelingt es ihm, in die Nähe des Verstecks der Jesusanhänger in der Stadt zu gelangen. Als er den Raum betritt, in dem sich der Kern des Jüngerkreises aufhält, erkennt er dort den totgeglaubten Jeshua wieder und beobachtet dessen Begegnung mit dem Apostel Thomas. Daraufhin desertiert der Tribun und folgt den Jesusjüngern nach, die nach Galiläa ziehen, wo sie den auferstandenen Jeshua erneut treffen wollen. Durch ein Missgeschick verletzt Clavius auf dem Weg Petrus, den Führer der Apostel, am Bein und freundet sich mit ihm an. Pilatus schickt eine Kavallerieeinheit hinter den Jüngern her, um Clavius zurückzuholen. Die Soldaten kreisen die Gruppe auf einem Hügel ein, doch Clavius führt die Jünger durch eine Schlucht aus der Umzingelung ins Freie. Dabei trifft er auf Lucius, der ihn verhaften oder töten soll, kann diesen jedoch dazu bewegen, ihn gehen zu lassen und nicht zu verraten. Am See Genezareth angekommen, nimmt Clavius an einem Fischzug der Jünger teil und erlebt deren Begegnung mit Jeshua am Seeufer mit. In der Nacht führt er ein persönliches Gespräch mit Jeshua, das ihm Klarheit über sein Lebensziel verschafft. Am nächsten Morgen wird er Zeuge der Himmelfahrt Jeshuas. Als sich die Jünger trennen, verabschiedet sich Clavius von Petrus und will ein neues Leben anfangen.
In der Rahmenhandlung erzählt Clavius seine Geschichte dem Wirt einer Herberge und schenkt ihm seinen Tribunenring.

## Produktion und Einspielergebnis
Auferstanden wurde zwischen August und November 2015 in Spanien und auf Malta gedreht. Das für die Produktion verfügbare Budget lag bei 20 Millionen US-Dollar. Die Grundidee der Handlung ähnelt der des Spielfilms Das Ende der Götter aus dem Jahr 2006.
Mit dem Film konnten 46,4 Millionen US-Dollar erwirtschaftet werden.

## Synchronsprecher
Die Synchronsprecher für die deutsche Fassung:
| - Clavius: Frank Schaff - Lucius: Moritz Pertramer - Pontius Pilatus: Wolfgang Condrus - Simon Petrus: Jörg Hengstler - Polybius: Tobias Nath - Quintus: Gerald Schaale - Andreas: Sven Fechner - Bartholomäus: Gerrit Schmidt-Foß - Jesus: Torsten Michaelis - Johannes: Florian Hoffmann - Joseph von Arimathäa: Freimut Götsch | - Joses: Michael Baral - Kaiphas: Axel Lutter - Maria Magdalena: Heide Domanowski - Matthäus: Tino Kießling - Miriam: Luise Lunow - Ordonnanz: Nils Nelleßen - Philippus: Michael Bauer - Thaddäus: Fabian Kluckert - Thomas: Jörg Pintsch - Zenturio: Frank Muth |

## Kritiken
- Katholischer Filmdienst: „Der Versuch, die Auferstehung als Detektivgeschichte zu erzählen und die Wahrheit der biblischen Zeugnisse durch die Betrachtung aus der Perspektive eines Skeptikers zu beglaubigen, gelingt nur ansatzweise. Die Figurenzeichnung bleibt eindimensional, Actionelemente werden zur Steigerung des Unterhaltungswertes eher willkürlich eingestreut, die Handlung wirkt insgesamt in vieler Hinsicht wenig plausibel.“ (Peter Hasenberg)[7]
- epd Film: „Die lange Schaffenspause hat nicht geschadet. Reynolds beherrscht noch immer sein Handwerk, er inszeniert flüssig und bildgewaltig, weiß Schauspieler zu führen und verfügt über ein gutes Gespür für Landschaften und Atmosphäre. »Auferstanden«, ursprünglich mal als so etwas wie ein Sequel zu Mel Gibsons »Passion Christi« konzipiert, sieht um Klassen besser aus als die üblichen Bibelnacherzählungen, kommt ohne übertriebenes Pathos aus und findet sogar eine neue Perspektive auf die oft erzählte »größte Geschichte aller Zeiten«.“ (Frank Schnelle)[8]
- Evangelische Nachrichtenagentur idea: „Leider drückt der Film im letzten Drittel extrem auf die fromme Tube und kippt ins Kitschige. Die Geigen fiedeln allzu weihevoll, die Jünger blicken gefühlsduselig, die Bilder geraten süßlich, und die Flucht ins Übernatürliche nimmt drastisch zu.“ (Karsten Huhn)[9]
- dpa: „So brutal und blutig wie Gibsons «Passion» fällt «Auferstanden» nicht aus – auch wenn Regisseur Reynolds weder vor sehr expliziten Kreuzigungsszenen zurückscheut noch vor Szenen von Exhumierungen auf der Suche nach der Leiche Jesu, die nicht unbedingt etwas für schwache Mägen sind. Im Gegensatz zur «Passion» gibt sein eher erbaulich daherkommender Film auch kaum Gelegenheit für irgendeine Form des Anstoßes. Er schwingt sich auf zur großen Missionierungsgeschichte und erzählt ebenso bibeltreu wie komplett ironiefrei von der Vom-Saulus-zum-Paulus-Entwicklung eines Römers.“[10]

## Nichtaufführung in Österreich
In Österreich sorgte die Nachricht über das Nichtanlaufen des Films kurz vor Ostern 2016 für Irritationen. Obwohl er ins Deutsche synchronisiert vorlag und der Trailer in den Wochen vor dem Starttermin auch in österreichischen Kinos lief, wurde der Film dort nicht wie in Deutschland am 17. März 2016 veröffentlicht. Gründe wurden nicht bekannt gegeben; sie seien nur den Verantwortlichen der Produktionsfirma Sony in den Vereinigten Staaten bekannt, erklärte die für den österreichischen Markt verantwortliche Marketingdirektorin von Sony, Birgit Rauner. Dass Filme, die in Deutschland gezeigt werden, aus Gründen der Marketingstrategie in anderen deutschsprachigen Ländern nicht laufen, sei aber nichts Ungewöhnliches. Auch in Deutschland lief der Film in etlichen Kinos nur kurz oder gar nicht.